# مکتوم بن محمد آل مکتوم
شیخ مکتوم بن محمد بن راشد آل مکتوم (زادهٔ ۲۴ نوامبر ۱۹۸۳) معاون اول حاکم دبی، معاون نخست‌وزیر و وزیر دارایی امارات متحده عربی، او همچنین سمت رئیس هیئت مدیره شرکت رسانه ای دبی را بر عهده دارد. او سومین پسر شیخ محمد بن راشد آل مکتوم رئیس‌جمهور امارات متحده عربی، نخست‌وزیر و حاکم دبی است.